# Дядюшка Милон
«Дядюшка Милон» (фр. Le Père Milon) — новелла французского писателя Ги де Мопассана, впервые опубликованная 22 мая 1883 года в журнале «Le Gaulois».
Посмертно была напечатана в одноимённом сборнике в 1899 году.
Новелла повествует о партизанской деятельности старого француза во время Франко-прусской войны, свидетелем которой был сам Ги де Мопассан.

## Сюжет

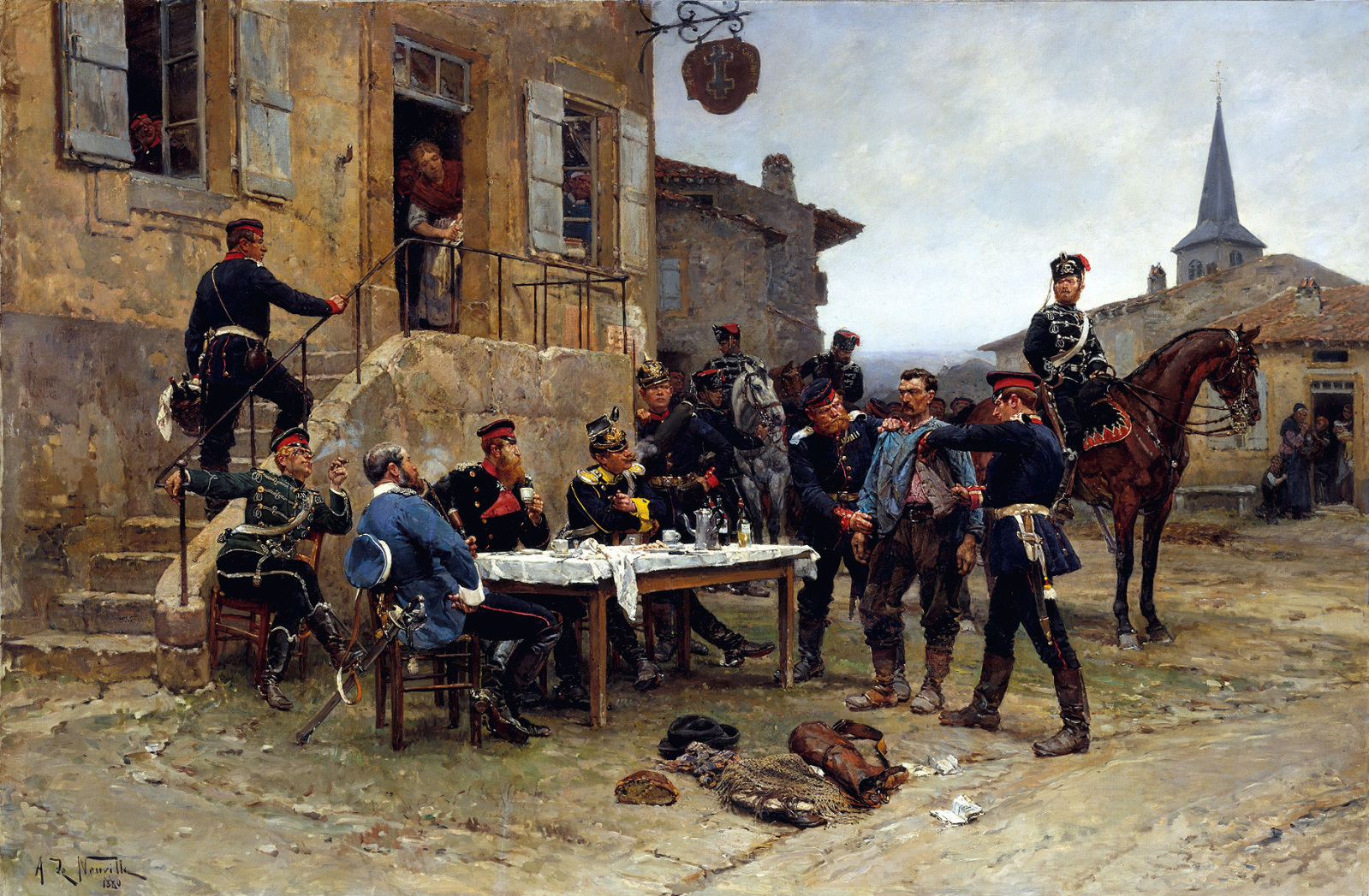
Шпион, Альфонс де Невиль, 1880 год

В центре новеллы — история шестидесятивосьмилетнего дядюшки Милона. Во время Франко-прусской войны он, француз, принял и устроил пруссаков, захвативших весь край, как нельзя лучше.
Однажды утром дядюшку Милона нашли с рассечённым лицом. Военно-полевой суд решил, что он напал на двух пруссаков, которые, возможно, и нанесли ему ранения, когда защищались.
Милон сказал, что он убил не только тех двух пруссаков, но всех остальных солдат, которые таинственно умирали. Далее Милон рассказал о том, как он решил начать убивать немцев. Он ненавидел их упорной и затаённой ненавистью крестьянина-скопидома и вместе с тем патриота. Милон, охотник на людей, каждую ночь бродил по окрестностям, убивая пруссаков, где только мог.
Окончив свой рассказ, дядюшка Милон внезапно поднял голову и с гордостью взглянул на прусских офицеров. Суд, который понимал всю тяжесть преступления дядюшки, всё же решил дать ему возможность спасти свою жизнь, но Милон, даже не услышав предложения, что было силы плюнул пруссаку прямо в лицо.
Старика схватили, поставили к стене и расстреляли, и до последней минуты он спокойно улыбался обезумевшим от ужаса сыну, невестке и внукам.

## Экранизации
- 1909: немой чёрно-белый фильм «Дядюшка Милон».